# کاکا (آریزونا)
کاکا (به انگلیسی: Kaka) یک منطقهٔ مسکونی در ایالات متحده آمریکا است که در شهرستان مریکوپا، آریزونا واقع شده‌است. کاکا ۰٫۶۶ کیلومتر مربع مساحت و ۴۴۴ نفر جمعیت دارد.